# Amir ibne Atufail
Amir ibne Atufail ibne Maleque ibne Jafar, melhor conhecido apenas como Amir ibne Atufail (em árabe: عامر بن الطفيل; romaniz.: ʿĀmir ibn al-Ṭufayl) foi um chefe e poeta dos amiritas. Era membro da prestigiosa família dos Jafar ibne Quilabe e sucedeu seu pai como chefe da tribo em suas guerras com a tribo dos catamitas até que seus ferimentos e contratempos no campo de batalha o forçaram a renunciar. Foi reintegrado como líder após a morte de seu tio Abu Bara.

## Vida
'Amir ibne Atufail pertencia à família Maleque ibne Jafar, a linhagem mais jovem do clã Jafar dos quilabitas, ela própria parte da tribo maior dos amiritas. Durante a década de 590 e no início do século VII, participou de vários ataques amiritas, às vezes liderando seu próprio bando. Assumiu a liderança militar da tribo depois que seu pai, Atufail ibne Maleque, foi morto em combate contra os catamitas no sul da Arábia. Depois de perder um olho numa batalha contra o catamitas em Faife Arri, foi considerado inadequado para comandar. Além disso, perdeu oito ou nove parentes próximos durante esses conflitos, enquanto os amiritas também sofreram perdas significativas. Amir foi considerado responsável por essas perdas por outros anciãos da tribo e uma luta legal se seguiu pela liderança entre ele e Alcama ibne Ulata ibne Aufe, o chefe da linhagem mais velha do clã Jafar, os rebiaítas. A arbitragem não resultou numa decisão conclusiva, mas Amir recuperou sua reputação durante o processo, em parte devido ao apoio do poeta Alaxa Isso provou ser essencial para sua reintegração como líder do clã Jafar e, por extensão, dos amiritas, quando seu tio Amir Abu Bara ibne Maleque morreu em 624/25.
De acordo com a tradição islâmica, Amir era o pior inimigo beduíno do profeta Maomé e violou o pacto de proteção estabelecido entre Maomé e Abu Bara ao liderar uma expedição de solaimitas que massacrou dezenas de missionários muçulmanos em Bir Maona. Também teria planejado o assassinato de Maomé. Embora esses eventos sejam atribuídos à tradição, sabe-se que Amir morreu pagão, nunca tendo se convertido ao Islã. Fragmentos de sua poesia foram coletados num divã (volume). A tradução para o inglês aparece em The Dīwāns de 'Abīd ibn al-Abraṣ of Asad and Āmir ibn aṭ-Ṭufail of 'Āmir ibn Ṣa'ṣa'ah, ed. CJ Lyall (1913 e 1980). Muito de sua poesia é permeada pelo gazua tribal (ethos do guerreiro), embora alguns versos sejam "movidos por sua humanidade", de acordo com o orientalista W. Caskel, como o no. 11 do divã onde Amir lamenta a perda de seu olho.